# Galapagosana varia
Galapagosana varia är en insektsart som först beskrevs av Walker 1851.  Galapagosana varia ingår i släktet Galapagosana och familjen sköldstritar. Inga underarter finns listade i Catalogue of Life.